# Helmut Pfisterer

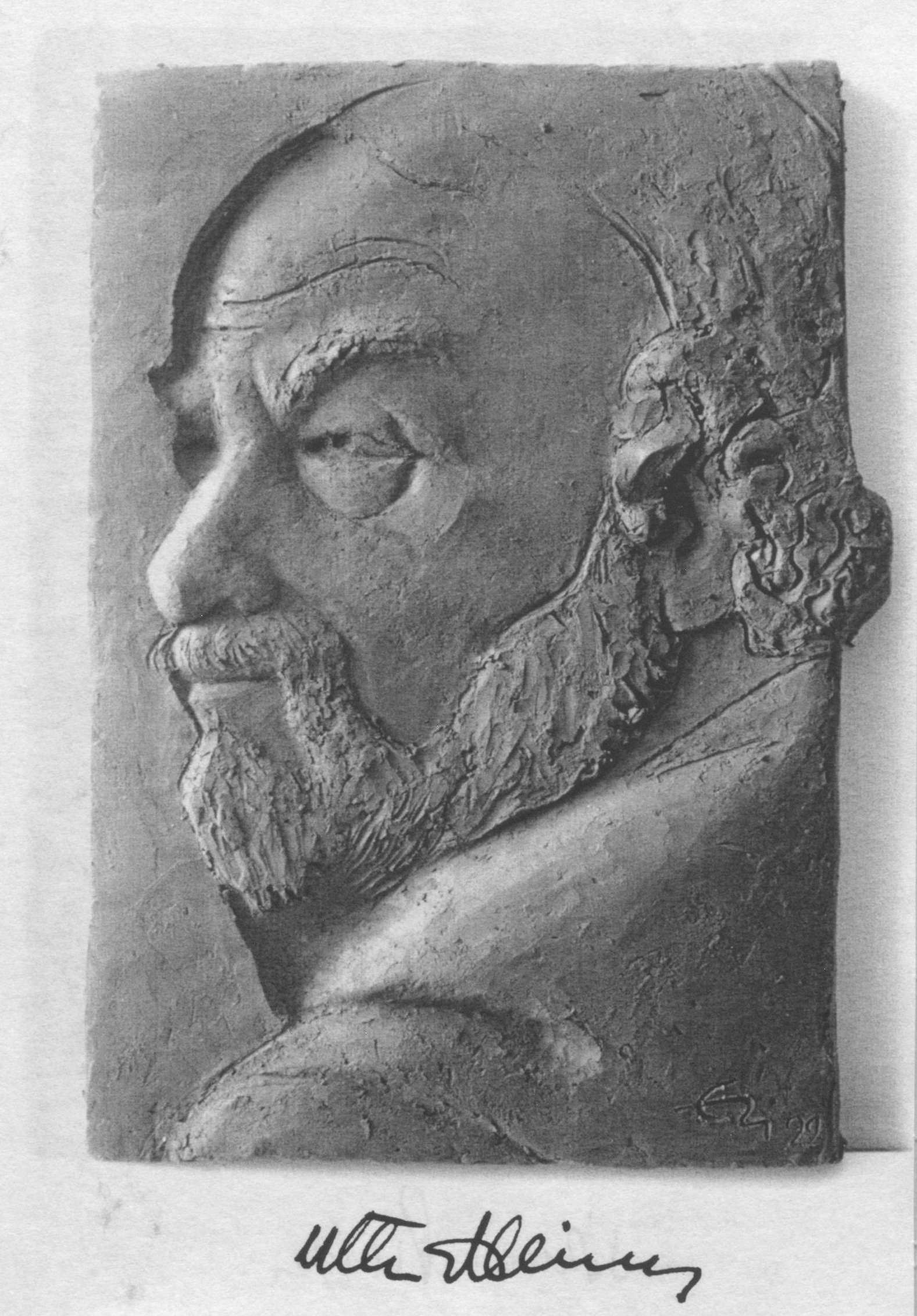
Porträtrelief Helmut Pfisterer, von ihm signiert von Eva Zippel, Terrakotta, 2000.

Helmut Pfisterer (* 7. Februar 1931 in Leonberg; † 13. Dezember 2010 in Stuttgart) war ein schwäbischer Mundartdichter und Hörspielautor.

## Leben
Pfisterer machte seine Berufsausbildungen als Feinmechaniker und Ingenieur. Von 1964 bis 1967 arbeitete er als Berufsschullehrer in Iran und Afghanistan. Danach war er als Oberstudienrat in Stuttgart tätig.

## Werke (Auswahl)
- Äcker uf am alde Meer. Schwäbische Albgedichte
- En Himmel soll i? En mei Hos will i nei!
- Scho emmer. Weltsprache schwäbisch
- Schwäbisch. Varianten einer Weltsprache
- Festvers.
- Ooverdruggds

Außerdem war Pfisterer Mitautor der CD Scho gschwätzt und schrieb den Text für die Komposition Drei schwäbische Männerchör(l)e aus dem Jahr 1995 von Wolfram Graf.

## Auszeichnungen
- 1991 Schubart-Literaturpreis
- 1994 Bundesverdienstkreuz am Bande
- 2002 Sebastian-Sailer-Medaille des Schwäbischen Albvereins